# Уста (Шарангский район)
Уста — посёлок лесоучастка в Шарангском районе Нижегородской области, входит в состав Большеустинского сельсовета.

## География
Посёлок лесоучастка находится на расстоянии примерно 11 км к северо-западу от рабочего посёлка Шаранга, административного центра района.

### Часовой пояс
Посёлок лесоучастка Уста, как и вся Нижегородская область, находится в часовой зоне МСК (московское время). Смещение применяемого времени относительно UTC составляет +3:00.

## Население
| 2002 | 2010 |
| ---- | ---- |
| 3    | ↘0   |

### Национальный состав
Согласно результатам переписи 2002 года, в национальной структуре населения русские составляли 67 % из 3 чел., украинцы — 33 %.